# The Black Hole - Il buco nero
The Black Hole - Il buco nero (The Black Hole), noto in Italia anche semplicemente come Il buco nero, è un film di fantascienza del 1979 diretto da Gary Nelson per la Walt Disney Productions. Nel film recitano Maximilian Schell, Robert Forster, Joseph Bottoms, Yvette Mimieux, Anthony Perkins, e Ernest Borgnine. Le voci dei robot sono di Roddy McDowall e Slim Pickens. La musica per il film è composta da John Barry.
Alan Dean Foster ha tratto un romanzo dalla sceneggiatura.
Ampiamente riconosciuto come la risposta della Disney a Guerre stellari, il film fu la pellicola più costosa mai prodotta dalla Disney a quell'epoca.
Ottenne due candidature ai premi Oscar 1979 (per la fotografia e per gli effetti speciali).
Questo film, valutato PG (parental guidance suggested) dall'MPAA, portò la Disney alla sperimentazione di film orientati a un pubblico più adulto, cosa che condusse alla creazione della Touchstone Pictures per trattare film considerati di natura troppo matura per portare il marchio Walt Disney.
Il film è stato distribuito più volte in VHS e in DVD. Anche se non è stato un enorme successo, ha prodotto una schiera di grandi appassionati.

## Trama
Verso la fine di una missione esplorativa per trovare luoghi abitabili nello spazio, l'astronave terrestre USS Palomino è in rotta di ritorno per la Terra. L'equipaggio è composto dal capitano Dan Holland, il primo ufficiale Charlie Pizer, la scienziata sensitiva Kate McCrae, il giornalista Harry Booth, il dottor Alex Durant e il robot calcolatore V.I.N.CENT.
Il loro viaggio viene tuttavia interrotto alla scoperta di un gigantesco buco nero con una misteriosa astronave nelle sue vicinanze, che in qualche modo evita di venire risucchiata dall'attrazione gravitazionale del buco. V.I.N.CENT esegue una ricerca e si scopre che la nave vicina al buco nero è la USS Cygnus, una nave esplorativa come la Palomino che scomparve nel nulla vent'anni prima, e sulla quale si trovava il padre della McCrae. La Cygnus non risponde ai segnali inviati dall'equipaggio della Palomino, che quindi si avvicina pericolosamente al buco nero per poterla esplorare. Quando attraccano alla Cygnus scoprono che la nave scomparsa è circondata da un intenso campo di gravità zero.
Al loro arrivo la Cygnus accende le luci esteriori e McCrae avverte la presenza di persone a bordo. All'interno la nave è deserta, ma quando giungono al ponte di comando scoprono che la Cygnus è condotta da vari androidi muti, tra cui il robot da combattimento Maximilian, e l'unica persona al comando è Hans Reinhardt, un importante scienziato. Questo spiega che la Cygnus è stata danneggiata da asteroidi ed è rimasta bloccata; gran parte dell'equipaggio ha evacuato la nave e non si è saputo più nulla di loro, mentre il padre della McCrae ha deciso di rimanere al fianco dello scienziato, ma è deceduto da tempo. I servi robotici di Reinhardt hanno riparato la nave, ma non sono tornati sulla Terra, per poter proseguire la ricerca: negli ultimi vent'anni Reinhardt ha studiato il buco nero e intende andarci dentro con la Cygnus per scoprire i suoi segreti.
L'equipaggio della Palomino opta di farsi riparare la nave e andarsene, mentre Durant desidera accompagnare Reinhardt. Mentre esplorano la Cygnus, Holland trova gli effetti personali appartenuti all'equipaggio e osserva degli androidi condurre quel che sembra un funerale, mentre Booth trova un androide zoppicante che gestisce una serra per l'agricoltura. B.O.B, una vecchia unità malridotta simile a V.I.N.CENT, gli rivela che gli androidi con i mantelli neri sono in realtà i membri dell'equipaggio della Cygnus, lobotomizzati e tramutati in cyborg programmati per servire Reinhardt. L'equipaggio si era ammutinato quando Reinhardt si era rifiutato di tornare sulla Terra. Il padre della McCrae era il leader degli ammutinati e quindi venne ucciso dallo scienziato. V.I.N.CENT comunica telepaticamente la verità a McCrae, la quale lo dice a Durant, che strappa via il metallo dal viso di un androide, scoprendo il volto umano che racchiude. Sconvolti, i due cercano di scappare, ma Durant viene ucciso da Maximilian, mentre McCrae viene rapita da Reinhardt per farla trasformare in un altro schiavo robotico.
Holland riesce a salvare McCrae in tempo con l'aiuto di V.I.N.CENT e di B.O.B. e affrontano i droidi da combattimento inviati per ucciderli. Nel frattempo, temendo che la situazione si stia aggravando pericolosamente, Booth cerca di scappare da solo nella Palomino. Reinhardt ordina di disintegrarla, ma la nave abbattuta va a schiantarsi contro la Cygnus, distruggendo il generatore del campo antigravitazionale. A peggiorare le cose la nave viene investita da una tempesta di meteoriti che danneggia gravemente la Cygnus, che inizia a spezzarsi in due per via delle forze gravitazionali del buco nero. Reinhardt ordina a Maximilian di preparare una capsula sonda, ma gli crolla addosso un grande schermo visore. I suoi robot umanoidi se ne stanno fermi ad osservarlo mentre Reinhardt implora aiuto. Maximilian attacca i sopravvissuti della Palomino e danneggia gravemente B.O.B. prima di venire sconfitto da V.I.N.CENT. Holland, Pizer, McCrae e V.I.N.CENT raggiungono la capsula sonda e abbandonano la Cygnus, ma poi scoprono che i comandi della navetta sono impostati per un percorso che li conduce nel buco nero.
Nel finale, dopo un surrealistico viaggio nel buco nero, vediamo Reinhardt che viene racchiuso all'interno di Maximilian e si ritrova in un orribile luogo incendiato simile all'inferno dantesco, popolato da figure simili ai cyborg presenti sulla Cygnus. Successivamente si vede una figura angelica attraversare un tunnel simile alla navata di una cattedrale gotica, mentre la capsula sonda con dentro Holland, Pizer, McCrae e V.I.N.CENT si ritrova in un altro punto nell'universo, dirigendosi verso un pianeta illuminato da una stella.

## Il robot V.I.N.CENT
Membro dell'equipaggio della USS Palomino, V.I.N.CENT è il primo a identificare la USS Cygnus, precedentemente ritenuta dispersa, sull'orizzonte degli eventi di un buco nero. Accompagna l'equipaggio sulla nave per investigare e successivamente incontra B.O.B., un robot vecchio modello imbarcato sulla Cygnus. L'amicizia tra V.I.N.CENT e B.O.B. porta alla rivelazione dell'imminente minaccia per equipaggio della Palomino a bordo della Cygnus, rappresentata dal capitano della nave, il Dottor Hans Reinhardt, che ha trasformato il suo stesso equipaggio in una massa di schiavi umanoidi privi di volontà. V.I.N.CENT riesce anche a sconfiggere Maximillian, il terribile robot guardiano a bordo della Cygnus, salvando così il resto dell'equipaggio e permettendone la fuga.
Il nome V.I.N.CENT. è l'acronimo di Vital Information Necessary CENTralized (in italiano "Informazioni Vitali Necessarie Centralizzate"). Usualmente si muove fluttuando nell'aria ma è provvisto di "piedi" magnetici che usa per spostarsi sugli scafi esterni delle navi. È dotato di una grande quantità di accessori, incluso un cavo di aggancio, cannoni laser retrattili, tenaglie estendibili e un trapano.
V.I.N.CENT condivide inoltre un collegamento ESP con uno dei membri dell'equipaggio, la Dottoressa Kate McCrae. Nel romanzo basato sulla sceneggiatura del film il link è stabilito grazie a un modulo ESP impiantato nei due.
V.I.N.CENT sembra essere programmato con un grande ammontare di saggezza popolare e con la necessità di tirarla fuori con gli altri membri dell'equipaggio. Sembra che questo comportamento sia intenzionale più che essere un malfunzionamento.
Alcuni dei suoi aforismi:
- Una latta da un litro non può contenere un gallone signor Pizer, se contiene un litro fa del suo meglio.
- Esistono tre tipi base signor Pizer: chi vuole, chi non vuole, chi non può. Chi vuole riesce in tutto, chi non vuole dice di no a tutto e chi non può non tenta niente.
- Per citare Cicerone l'avventatezza è la caratteristica della giovinezza, la prudenza è quella dell'età avanzata e la giudiziosità la parte migliore dell'audacia.
- Tutto sole fa un deserto, dicono gli arabi.
- Un lupo rimane un lupo, anche se non ha mangiato la tua pecora.
- Se vuoi ballare devi pagare il pifferaio.
- Ci sono piloti vecchi e piloti audaci, ma assai pochi piloti vecchi e audaci.

## Produzione
Il film all'epoca fu il più costoso mai prodotto dalla Disney, con un budget di 20 milioni di dollari (più altri 6 milioni come budget pubblicitario).
Gli effetti speciali (che ebbero una candidatura all'Oscar) furono realizzati con costose tecniche di ripresa computerizzata (Automated Camera Effects System) e con il Matte SCAN System.

## Accoglienza

### Incassi
Il film ricavò quasi 36 milioni di dollari ai botteghini del Nord America, diventando il 21º film di maggior successo commerciale del 1979.

### Critica
Il film venne accolto da critiche miste. Ebbe successivamente un certo seguito di appassionati.
Un cast di ottimi professionisti affianca Maximillian Schell.»
(Fantafilm)

## Edizioni home video
In Italia esistono ben 4 edizioni home video del film: due edizioni in VHS uscite rispettivamente nel 1984 e nel settembre 1992, un'edizione in DVD uscita nel 2004 e un'edizione restaurata in DVD uscita nel 2022 dalla Sinister Film.

## Merchandising
Dopo l'uscita del film la Disney tentò di sfruttarne il marchio, distribuendo numeroso materiale di merchandising, ad esempio sotto forma di giocattoli che riproducevano i personaggi del film. I prodotti non ottennero un grande successo, ma col tempo divennero oggetti vintage, piuttosto rari e ricercati dagli appassionati.